# Instant Star: Greatest Hits
Instant Star: Greatest Hits – soundtrack serialu telewizyjnego "Gwiazda od zaraz". Jego wydanie w Stanach Zjednoczonych jest planowane od grudnia 2007 roku. Album będzie zawierał dwa nowe utwory, pochodzące z czwartego sezonu serialu, "Perfect" i "I Just Wanted Your Love", a także dwa nowe remiksy.

## Lista utworów
1. "Temporary Insanity (Remix)" — Alexz Johnson
2. "Liar Liar (Remix)" — Alexz Johnson
3. "24 Hours" — Alexz Johnson
4. "Let Me Fall" — Alexz Johnson
5. "Skin" — Alexz Johnson
6. "How Strong Do You Think I Am?" — Alexz Johnson
7. "There's Us" — Alexz Johnson
8. "Anyone But You" —Alexz Johnson
9. "White Lines" — Alexz Johnson
10. "I Will Be The Flame" — Alexz Johnson & Cory Lee
11. "I Don't Know If I Should Stay" - Alexz Johnson
12. "Unravelling" — Tyler Kyte
13. "Perfect" — Alexz Johnson (bonus)
14. "I Just Wanted Your Love" — Alexz Johnson (bonus)